# Црква Светог Василија Острошког у Благају
Црква Светог Василија Острошког је српска православна црква која се налази у Благају у Мостару, а припада Епархији захумско-херцеговачкој и приморској.
Изграђена је 1893. године, а за Национални споменик Босне и Херцеговине проглашена је на седници одржаној од 27. маја до 3. јуна 2008. године. 

## Опис
Према концепту просторне организације црква припада једнобродним црквама, са припратом, наосом и олтарским простором. Димензије мерене споља, износе око 9,00 х 16,75 м. Апсида засведена полукалотом, на источној страни, у основи је изведена као полукружна.
Зидови цркве су изведени од камена, дебљине око 80 цм. Угаони каменови, постављени на сучељавању спољашњих зидова су правилно клесани и остављени видљиви на фасади. На исти начин је наглашен и први ред камена у зиду цркве који формира постамент. Зидови су завршени једноставно профилисаним венцем.
Звоник, на западном прочељу грађен је од правилно клесаног камена са цементним фугама. Конструкција звоника је ослоњена на четири масивна стуба, од којих су два «утопљена» у конструкцију зида (систем тетрапилона). Стубови су димензија 104 х 100 цм, односно 74 х 100 цм (стубови уз зид цркве). Базе и капители стубова су изведени са профилацијама. Стубови су међусобно повезани полукружно изведеним, профилисаним луковима. Лукови су истакнути у односу на раван зида. Стубови носе конструкцију крстатог свода. На своду су приметни трагови небо плаве боје са златно бојеним звездицама. Златно бојене звездице се јављају са унутрашње стране лукова. На луку изнад улаза у цркву приметни су трагови златне боје. Између лука улаза и свода видљива су три златно и црвено бојена крста.
Звоник у функционалном смислу има приземље и три етаже. У приземној етажи звоника изведена су три полукружно завршена отвора ширине око 1,65 м. Кроз ове отворе се приступа у простор цркве. Приземље звоника је једноставном траком изведеном од малтера, висине око 40 цм, издвојено од остатка тела звоника. Прозорски отвори на звонику су постављени у три хоризонтална појаса која одговарају спратовима звоника.
Године 1984. извршена је инвентаризација покретног наслеђа у цркви. У часопису Херцеговина представљено је 15 инвентарисаних икона из ове цркве. Хронолошки распон настанка ове збирке креће се од 15/16. до друге половине 19. века. Како су све иконе биле оштећене (оштећење бојеног слоја и црвоточина), након њихове инвентаризације извршени су конзерваторско-рестаураторски радови.

## Историјат
Први индиректни писани извори о Благају, као једном од градова Захумља, потичу из Списа о народима византијског цара и писца Константина VII Порфирогенита, насталог између 948. и 952. године, у којима се спомињу два града - Бона и Хум. У Благају је резидирао хумски кнез Мирослав, српски владар, у чије време се градила Црква Светог Козме и Дамјана. Подаци о градњи цркве налазе се на Благајској плочи са натписом на ћирилици, која је 1912. године пронађена у близини рушевина старог дворца Бишћа и локалитета Врачи. Плоча се данас налази у Земаљском музеју Босне и Херцеговине.
Црква је изграђена прилозима верника у аустроугарском периоду, од 1892. до 1893. године. У унутрашњости цркве се налази плоча, димензија 80 х 100 цм са натписом који говори о градњи. Изведена је у еклектичком стилу. Звоник цркве је саграђен 1934. године. Парохијска кућа изграђена је крајем 19. и почетком 20. века.
Иконостас цркве је постављен 1893. године. На њему је било представљено двадесет светитеља – рађених техником уље на платну. Царске двери су такође биле осликане. Иконостас је био у употреби до Рата у Босни и Херцеговини, када покретно благо цркве уништено.
Током чишћења, извршеног у децембру 2008. године, уклоњено је сво самоникло растиње и нанос земље из унутрашњости цркве. Том приликом су откривене камене подне плоче. Обнова ове цркве почела је 2011. године, а највећу помоћ у обнови дали су Амбасада САД у БиХ, Министарство за избегле и расељене особе ФБиХ, Министарство за избегле БиХ, али и верници појединачним прилозима.